# Hinterer Bratschenkopf
Hinterer Bratschenkopf – szczyt w grupie Glocknergruppe, w Wysokich Taurach we Wschodnich Alpach. Leży Austrii, w kraju związkowym Salzburg.
W pobliżu leży Großes Wiesbachhorn oddzielony od Bratchenkopf lodowcem Kaindlkees. Szczyt góruje nad jeziorem Mooserboden położonym 1400 m niżej. 
Pierwszego wejścia, 18 września 1869 r, dokonali Karl Hofmann, Johann Stüdl, Thomas Groder i Josef Schnell.